# Plav
Plav é um município de Montenegro. Sua capital é a vila de Plav.

## Principais localidades
- Plav - Capital
- Gusinje
- Vusanje
- Murino

## Demografia
De acordo com o censo de 2003 a população do município era composta de:
- Bósnios (50,73%)
- Albaneses (26,26%)
- Sérvios (12,64%)
- Muçulmanos por nacionalidade (5,78%)
- Montenegrinos (3,66%)
- Croatas (0,02%)
- outros (0,36%)
- não declarados (0,55%)